# Mona Leaves-a
«Mona Leaves-a» (с англ. — «Мона умирает») — девятнадцатая серия девятнадцатого сезона мультсериала «Симпсоны». Премьера состоялась 11 мая 2008 года.

## Сюжет
Семья Симпсонов едет в торговый центр Спрингфилда. Они спорят, о том, в какое место им пойти, и решают пойти в магазин «Набивашки-обнимашки» по идее Мэгги, который позволяет детям самостоятельно сделать игрушки в виде животных. Барт находит игрушки, на которых можно записать свой голос, и у него возникает идея. Когда Гомер идет к этим игрушкам, они начинают его оскорблять голосом Барта. Гомер злится и начинает уничтожать игрушки, что побуждает семью уйти домой.
По прибытии домой они видят, что дверь открыта, и решают, что внутри дома находится грабитель. Барт даёт Гомеру оружие из шлакоблока, связанного с цепью, которую он называет «Защитник». Гомер решает угрожать грабителю, но Гомер чувствует, что из кухни пахнет яблочным пирогом. Когда он заходит на кухню, то обнаруживает, что на самом деле в дом вошла его мать Мона Симпсон. Мона говорит, что она перестала участвовать в митингах, и за ней не гонится правительство, поэтому теперь она решает посвятить себя Гомеру. Гомер говорит, что он чувствует боль и заброшенность, когда Моны нет рядом, и он не хочет чувствовать себя так ещё раз. После этого Гомер понимает, что он должен был послушать свою мать, и решает извиниться перед ней: когда он идет вниз, чтобы извиниться, он видит, что она сидит перед огнём, и спрашивает, спит ли она. Однако она не реагирует, вначале он думает, что она «спит с открытыми глазами», но становится очевидным, что она умерла.
Мону кремируют. Гомер впадает в депрессию и чувствует свою вину в случившемся, потому что не извинился перед матерью, и изо всех сил пытается смириться с её смертью. В конце концов, семья находит и смотрит видео — завещание Моны. Они обнаружили, что Мона оставила семье некоторые свои вещи: Мардж получает от Моны сумку из пеньки (название материала на протяжении серии запикивается), Барт получает от Моны швейцарский армейский нож, Мэгги — мягкую игрушку, а Лиза получает мятежный дух Моны. Для Гомера, однако, она оставляет особенное задание: развеять её прах на самой высокой точке мемориального парка в Спрингфилд ровно в 3:00. С большим трудом Гомер поднимается на гору, исполняя волю своей матери. Он выпускает её прах, но оказывается, что Мона, таким образом, сорвала секретный ядерный запуск ракеты. Гомеру обидно, что последнее, что Мона попросила его сделать — это «еще один глупый протест хиппи».
Гомер взят в плен в горах. Там запирают в комнате Гомера, связывают, и возвращают прах Моны (в вакуумном мешке) Гомеру. Снаружи семья находит Гомера и пытается спасти его. Барт бросает ему нож Моны, который Гомер использует, чтобы развязать себя. Тем временем Мардж и Лиза зажигают сумку из пеньки с помощью пары серёжек Моны, которые Лиза украла. Это создает наркотические пары, которые через отверстие вводят охранников в наркотическое опьянение. Гомер, используя «Защитник», останавливает запуск. Но он случайно нажимает кнопку самоуничтожения, взрывая стартовую площадку, что означает последнюю победу Моны. Гомер падает на парашюте рядом со своей семьей. Затем он выпускает прах своей матери ещё раз. Затем сцена превращается в клип из воспоминаний Гомера о матери из предыдущих эпизодов, который заканчивается счастливым Гомером, обнимающим мать за завтраком, когда он был ещё ребёнком. Затем на чёрном фоне белым текстом написано, что этот эпизод был посвящён матери Дэна Кастелланета — Элси Кастелланета, и матери Гарри Ширера — Доре К. Уоррен.

## Культурные отсылки
- Название является отсылкой к знаменитой картине да Винчи Мона Лиза. Это третий эпизод Симпсонов, который был назван в честь этой картины после «Moaning Lisa», «Moe’N’a Lisa» и перед «Loan-a Lisa».
- Гомер сравнивает исчезновение Моны с сериалом Клиника, когда он говорит: «Ты то исчезаешь, то вновь появляешься».
- Когда Гомер падает на парашюте с флагом Великобритании, он пародирует фильм «Шпион, который меня любил».
- ESPY Awards ведут Лэнс Армстронг и медведь Фоззи.
- Во время того, как Мардж сжигает свою сумку, звучит песня Jefferson Airplane «White Rabbit».

## Отношение критиков и публики
Этот эпизод посмотрели в 6,02 млн домов, он получил 2,9 по рейтингу Нильсена, став третьим в своем временном интервале. Роберт Кэннинг из IGN и Ричард Келлер из TV Squad назвали эпизод достойным, но сочли недостатком недолгое присутствие Моны в эпизоде. Оба, однако, высоко оценили сцену, где Гомер понимает, что Мона умерла, и посвящение в конце. Мел Бувье из FireFox.org говорит, что третий акт эпизода не должен был даже существовать, поскольку он пародирует Джеймса Бонда, что уже использовалось в «You Only Move Twice», и это разрушило цельный образ эпизода.